# Гіброн (Північна Дакота)
Гіброн (англ. Hebron) — місто (англ. city) в США, в окрузі Мортон штату Північна Дакота. Населення — 794 особи (2020).

## Географія
Гіброн розташований за координатами 46°54′9″ пн. ш. 102°2′41″ зх. д. / 46.90250° пн. ш. 102.04472° зх. д. (46.902416, -102.044700).  За даними Бюро перепису населення США в 2010 році місто мало площу 3,85 км², з яких 3,85 км² — суходіл та 0,00 км² — водойми.

## Демографія
Згідно з переписом 2010 року, у місті мешкало 747 осіб у 330 домогосподарствах у складі 211 родини. Густота населення становила 194 особи/км².  Було 396 помешкань (103/км²).
Расовий склад населення:
| - 96,5 % — білих - 0,7 % — корінних американців - 0,1 % — вихідців з тихоокеанських островів - 0,1 % — азіатів |

До двох чи більше рас належало 2,4 %. Частка іспаномовних становила 1,9 % від усіх жителів.
За віковим діапазоном населення розподілялося таким чином: 25,3 % — особи молодші 18 років, 55,0 % — особи у віці 18—64 років, 19,7 % — особи у віці 65 років та старші. Медіана віку мешканця становила 44,8 року. На 100 осіб жіночої статі у місті припадало 110,4 чоловіків;  на 100 жінок у віці від 18 років та старших — 104,4 чоловіків також старших 18 років.
Середній дохід на одне домашнє господарство  становив 68 393 долари США (медіана — 57 917), а середній дохід на одну сім'ю — 75 751 долар (медіана — 70 769). Медіана доходів становила 55 813 долари для чоловіків та 32 321 долар для жінок. За межею бідності перебувало 8,9 % осіб, у тому числі 9,6 % дітей у віці до 18 років та 7,9 % осіб у віці 65 років та старших.
Цивільне працевлаштоване населення становило 391 особа. Основні галузі зайнятості: освіта, охорона здоров'я та соціальна допомога — 19,7 %, виробництво — 14,8 %, будівництво — 14,6 %.